# Борисовская (Верховский сельсовет)
Борисовская — упразднённая деревня в Тарногском районе Вологодской области России. На момент упразднения входила в состав Верховского сельсовета.

## География
Урочище находится в северо-восточной части области, в подзоне средней тайги, на левом берегу реки Уфтюги, на расстоянии примерно 30 километров (по прямой) к западо-юго-западу от села Тарногский Городок, административного центра района.

### Климат
Климат характеризуется как умеренно континентальный, с продолжительной холодной зимой и умеренно тёплым летом. Среднегодовая температура воздуха — +1,5 °C. Средняя температура воздуха самого холодного месяца (января) — −13,6 °C (абсолютный минимум — −52 °C), средняя температура самого тёплого (июля) — +16,8 °С (абсолютный максимум — +37 °С). Вегетационный период длится 115 дней. Среднегодовое количество атмосферных осадков составляет 667 мм, из которых около 67 % выпадает в тёплый период. Снежный покров держится в течение 168 дней. В течение года преобладают ветра юго-западного направления. Среднегодовая скорость ветра 3,3 м/с.

## История
Упоминается в 1685 году как «деревня что была пустошь Борисовская».
В «Списке населенных мест Вологодской губернии по сведениям 1859 года» населённый пункт упомянут как удельная деревня Борисовская (Борок) Тотемского уезда, расположенная при реке Уфтюге, в 63 верстах от уездного города. В деревне имелось 4 двора и проживало 22 человека (9 мужчин и 13 женщин).
По данным 1926 года в деревне имелось 4 хозяйства и проживал 31 человек (18 мужчин и 13 женщин).
По состоянию на 1 января 1973 года входила в состав Верховского сельсовета Тарногского района. Упразднена в 1998 году.